# The Friends of Mr. Cairo
The Friends of Mr. Cairo is het tweede muziekalbum van de combinatie Jon & Vangelis. Jon Anderson en Vangelis zagen hun eerste samenwerking Short Stories wellicht tot hun eigen verbazing zeer goed verkopen. De soloalbums van de heren apart hadden tot dan toe matig succes, maar Short Stories belandde bijvoorbeeld in Nederland op nummer 1 in de albumlijst. Het album verscheen al vroeg nadat de compact disc zijn intrede had gedaan op dat medium; het heeft een voor Polydor-cd (toen) uiterst laag bestelnummer 800021-2 (2 is aanduiding cd); men begon bij 800000 (elpeecode 2302127). Het album is opgenomen in Parijs, Davout Studio en Londen, Nemo Studio van Vangelis zelf.
The Friends of Mr Cairo verscheen als elpee en muziekcassette in 1981 in twee versies; op de eerste versie ontbrak I'll Find My Way Home. dat kennelijk een onverwachts succes werd. De tweede versie vermeldde op het titelblad "includes I'll Find My Way Home". De compact disc verscheen in 1983, dus altijd met dat lied. Het album bevatte naast I'll Find nog een single, State of Independence; geen grote hit voor deze combinatie, doch een grote hit voor Donna Summer (soulzangeres) en weer later voor Chrissie Hynde (punk- / New wave-zangeres).

## Tracks
Het album bevat in de titelsong een ode aan de oude Hollywoodfilms van de jaren 30 en 40 op het gebied van de misdaad. Er zijn schoten te horen uit geweren en ook filmfragmenten. Het eerbetoon is gericht op The Maltese Falcon met Humphrey Bogart en Peter Lorre met stemgeluiden en vluchtauto’s. Ook Get Carter heeft een sample in de muziek.
Back to School is een boogiewoogienummer; The Mayflower gaat over het schip.

## Musici
- Vangelis- toetsinstrumenten, elektronisch slagwerk
- Jon Anderson - zang
- Dick Morrissey – saxofoon, dwarsfluit
- David Coker - stemmen
- Sally Grace - stemmen (5)
- Claire Hamill - achtergrondzang (6)
- Carol Kenyon – achtergrondzang (6)

## Tracklist

### Versie 1
| Nr. | Titel                             | Duur  |
| --- | --------------------------------- | ----- |
| 1.  | The Friends of Mr. Cairo          | 12:04 |
| 2.  | Back to School                    | 5:06  |
| 3.  | Outside of This, (Inside of That) | 5:00  |

| Nr. | Titel                 | Duur |
| --- | --------------------- | ---- |
| 1.  | State of Independence | 7:53 |
| 2.  | Beside                | 4:12 |
| 3.  | The Mayflower         | 6:38 |

### Versie 2
De cd laat dezelfde volgorde zien

| Nr. | Titel                 | Duur |
| --- | --------------------- | ---- |
| 1.  | I’ll Find My Way Home | 4:31 |
| 2.  | State of Independence | 7:56 |
| 3.  | Beside                | 4:12 |
| 4.  | The Mayflower         | 6:38 |

| Nr. | Titel                            | Duur  |
| --- | -------------------------------- | ----- |
| 1.  | The Friends of Mr. Cairo         | 12:09 |
| 2.  | Back to School                   | 5:09  |
| 3.  | Outside of This (Inside of That) | 5:03  |

## Nasleep
Het album deed het goed in de Duitssprekende landen. Ook in Nederlands was het populair met twintig weken notering met hoogste plaats 3 in de Album top 50.
Pieter Barth van IO Pages 168 (december 2020) constateerde dat door de wijziging in trackvolgorde (heruitgave ten opzichte van origineel) de balans enigszins verloren was gegaan. Progwereld had minder bezwaar, maar zag in de track Back to School een eigenaardige miskleun. 